# 忽都察儿
忽都察儿（?—?），又译忽都带儿、忽鲁答儿、忽都答儿。元朝大臣。元世祖时中书左丞相。
忽都察儿元世祖时任怯薛长。至元三年（1266年），任中书左丞相。至元四年（1267年），降平章政事。至元七年（1270年）到至元十四年（1277年），再任左丞相。至元八年（1271年），奉旨招谕高丽国权臣林衍余党裴仲孙。至元十二年（1275年），请上皇帝、皇后尊号，未获允。至元十四年（1277年），罢相。至元二十一年（1284年），赐其怯薛江南户钞武冈路新宁县五千户，计钞二百锭。延祐三年（1316年），追封寿国公。